# Добро, у кого є господа
«Добро, у кого є господа» — вірш Тараса Шевченка, написаний на засланні 1848 року на Косаралі.

## Написання
Зберігся чистовий автограф вірша у «Малій книжці». Автограф не датовано. Вірш датується дослідниками за місцем автографа у «Малій книжці» серед творів 1848 року та часом стоянки Аральської описової експедиції 1848-го на Косаралі, орієнтовно: кінець вересня — грудень 1848-го, місце написання — Косарал.
Первісний автограф не відомий. Після повернення Аральської описової експедиції до Оренбурга Шевченко наприкінці 1849-го (не раніше 1 листопада) або на початку 1850 року (не пізніше дня арешту поета — 23 квітня) переписав вірш з невідомого автографа до «Малої книжки» (під № 10 у зшитку за 1848 рік) між частинами циклу «Старенька сестро Аполлона...». До «Більшої книжки» вірш не переписано.

## Публікація
Вперше вірш надруковано за «Малою книжкою» з пропуском слова «колегою» (у рядку 17) у виданнях: «Кобзарь Тараса Шевченка / Коштом Д. С. Кожанчикова» (СПб., 1867 рік, стор. 439) і «Поезії Тараса Шевченка» (Львів, 1867 рік, том 2, стор. 233).

## Сюжет
Лірична тема твору — гостре почуття самотності, посилене тим, що Шевченко довго не одержував листів від друзів і рідних. Ця тема тут конкретизується деталями побуту поета-засланця в роки Аральської експедиції.